# مستعمرة سنغافورة
كانت سنغافورة البريطانية أو سنغافورة مستعمرة التاج التابعة للمملكة المتحدة من 1946 إلى 1963. عندما استسلمت إمبراطورية اليابان أمام الحلفاء في نهاية الحرب العالمية الثانية، أُعيدت سنغافورة إلى البريطانيين في عام 1945، إذ كانت المنطقة تحت سيطرتهم منذ عام 1819 كجزء من مستعمرات المضيق. في عام 1946، تفكّكت هذه المستعمرات وأصبحت سنغافورة مع جزر كوكوس وجزيرة كريسماس (الآن تتبع لأستراليا) مستعمرة ملكية منفصلة. حُكمت المستعمرة من لندن مباشرةً حتى حصلت على الحكم الذاتي الداخلي الجزئي في عام 1955.

## التاريخ

### فترة ما بعد الحرب: عودة الحكم البريطاني
بعد استسلام اليابان أمام الحلفاء في 15 أغسطس 1945، سادت حالة من اللامعيارية في سنغافورة، إذ لم يمسك البريطانيون زمام السيطرة بعد، وكانت قبضة المحتلين اليابانيين ضعيفة على السكان. وانتشرت حوادث النهب والقتل الانتقامي.
عندما عادت القوات البريطانية إلى سنغافورة في سبتمبر 1945، اصطف الآلاف من السنغافوريين في الشوارع لإبهاجهم والترحيب بهم. حُكمت سنغافورة من قبل إدارة عسكرية بريطانية بين سبتمبر 1945 ومارس 1946، وكانت خلال هذه الفترة أيضًا مقرًا للحاكم العام البريطاني لجنوب شرق آسيا. ولكن دُمّر قسم كبير من البنية التحتية، من ضمنها شبكات الكهرباء والمياه وخدمات الهاتف، وكذلك مرافق المرفأ في ميناء سنغافورة.
كان هناك شحّ في الغذاء كالأرز، ما أدى إلى إصابة السكان بسوء التغذية والأمراض وتفشي الجرائم والعنف. بلغت البطالة وأسعار المواد الغذائية المرتفعة وسخط العمال ذروتها في سلسلة من الإضرابات في عام 1947 ما تسبب في توقف كبير في وسائل النقل العام والخدمات الأخرى. بدأ الاقتصاد بالانتعاش بحلول أواخر عام 1947، بفضل الطلب المتزايد على القصدير والمطاط في جميع أنحاء العالم. لكن الأمر استغرق عدة سنوات حتى عاد الاقتصاد إلى مستويات ما قبل الحرب.

### إنشاء المستعمرة
في 1 أبريل 1946، تفكّكت مستعمرات المضيق وأصبحت سنغافورة مستعمرة للتاج بإدارة مدنية يرأسها حاكم وانفصلت عن شبه جزيرة مالايا. في يوليو 1947، أنشئت مجالس تنفيذية وتشريعية منفصلة ووُضعت الأحكام للسماح بانتخاب ستة أعضاء في المجلس التشريعي العام المقبل. في 30 نوفمبر 1959، أُصدر قانون شعار الدولة والعلم والنشيد الوطني لعام 1959 في سنغافورة لتنظيم استخدام شعار الدولة وعلم الدولة وعرضهما وأداء النشيد الوطني.

### الاندماج مع ماليزيا
أدّى فشل البريطانيين في الدفاع عن سنغافورة إلى تدمير مصداقيتهم كحكّام ناجحين في نظر السكان المحليين في سنغافورة. شهدت العقود أثناء الحرب وبعدها صحوة سياسية بين السكان المحليين وصعود المشاعر القومية والمناوئة للاستعمار، من ضمنها نداء من أجل ميرديكا التي تعني «الاستقلال» في اللغة الملايوية. كان البريطانيون -من جانبهم- مستعدين للشروع في برنامج لزيادة الحكم الذاتي تدريجيًا في سنغافورة ومالايا. تفكّكت مستعمرة التاج في 16 سبتمبر 1963 عندما أصبحت سنغافورة إحدى ولايات ماليزيا، منهية بذلك 144 عامًا من الحكم البريطاني على الجزيرة.
في 9 أغسطس 1965، انفصلت سنغافورة عن ماليزيا رسميًا بسبب النزاعات السياسية والاقتصادية والعرقية، وأصبحت جمهورية سنغافورة المستقلة.